# Ojos del Guadiana
Ojos del Guadiana är en källa i Spanien.   Den ligger i provinsen Provincia de Ciudad Real och regionen Kastilien-La Mancha, i den centrala delen av landet, 140 km söder om huvudstaden Madrid. Ojos del Guadiana ligger 617 meter över havet.
Terrängen runt Ojos del Guadiana är mycket platt. Runt Ojos del Guadiana är det ganska glesbefolkat, med 36 invånare per kvadratkilometer. Närmaste större samhälle är Daimiel, 11,0 km sydväst om Ojos del Guadiana. Trakten runt Ojos del Guadiana består till största delen av jordbruksmark.